# Spathius yinggenensis
Spathius yinggenensis är en stekelart som beskrevs av Chao 1977. Spathius yinggenensis ingår i släktet Spathius och familjen bracksteklar. Inga underarter finns listade i Catalogue of Life.